# 小別列日齊
50°6′34″N 25°37′44″E / 50.10944°N 25.62889°E
小別列日齊（烏克蘭語：Малі Бережці），是烏克蘭的村落，位於該國西部捷爾諾波爾州，由克列梅涅茨區負責管轄，始建於1539年，面積1.34平方公里，2001年人口396，人口密度每平方公里294.6人。